# Graviermaschine
Graviermaschinen finden dort Anwendung, wo Schrift o. Ä. in einen metallischen Körper gebracht werden soll.
Uhrmacher wie auch Feinmechaniker verwenden diese meist manuellen Maschinen, um dem Schmuckstück eine persönliche Note zu verleihen oder um eine Skala auf eine Messeinrichtung zu bringen.
In der Drucktechnik werden CNC Graviermaschinen eingesetzt. Ihre Aufgabe ist es, das Negativ der Drucksache auf die Außenseite des Druckzylinders aufzubringen. Auch die Prägung von Taschentüchern wird mit einer Walze hergestellt, deren Mantelfläche durch Gravieren bearbeitet wurde.

## Aufbau

### Manuelle Graviermaschinen

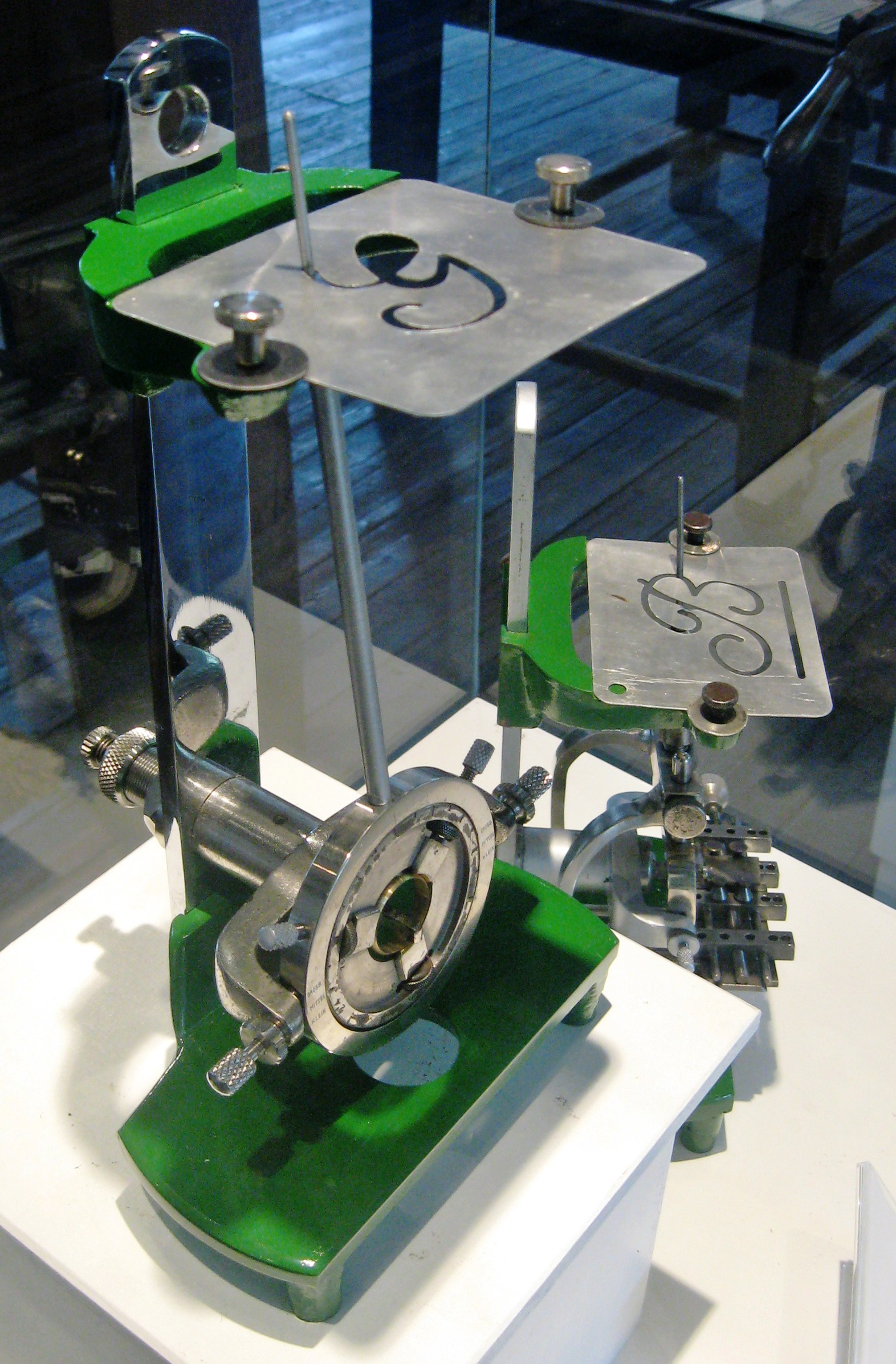
Trauringgraviermaschine im Feinmechanischen Museum Fellenbergmühle

Eine Graviermaschine ist grundsätzlich wie eine manuelle Fräsmaschine aus der Metalltechnik aufgebaut. 
Bestandteile einer Graviermaschine:
- Arbeitstisch

Auf dem Arbeitstisch wird das zu gravierende Werkstück aufgespannt, direkt auf dem Tisch oder in einem Schraubstock.
- Schablonentisch

Der Schablonentisch nimmt die Schablonen auf. Sie werden auf dem Tisch in eine Schwalbenschwanznut eingeschoben und mit Klemmelementen verspannt und arretiert. Die Schablonen bestehen aus Messing und haben eine Größe von etwa 40 mm. Ein Schriftzeichen ist in etwa 30 mm hoch. Neben dem Alphabet können auch Sonderzeichen oder andere Formen verwendet werden.
- Werkzeugspindel

Die Werkzeugspindel nimmt den Stichel auf, dieser hat die Aufgabe das Material im Werkstück zu entfernen. Die Spindel läuft mit einer hohen Drehzahl (7500 – 10000 1/min), da der Stichel nur eine punktuelle Schneide besitzt und die hohe Drehzahl erfordert.
Der Antrieb der Spindel erfolgt über ein dünnes verflochtenes Seil, welches sich selbst nachstellt. Dies ist unbedingt erforderlich, da durch die Bewegung der Spindel über die Scherenübersetzung ein ständiger Platzwechsel stattfindet. 
Die Spindel ist über einen kleinen Hebel um 10 mm absenkbar, um den Wechsel zwischen Buchstaben zu erleichtern.
- Scherenübersetzung

Die Scherenübersetzung ist das Schlüsselelement der Graviermaschine. Sie sorgt für die Übersetzung und für die Skalierung der Buchstabengröße. Mit einem Führungsstift werden auf dem Schablonentisch die wesentlich größeren Buchstaben nachgefahren. Diese Bewegung wird durch die Scherenübersetzung auf einen bis 100 einstellbaren Faktor herabgesetzt und genau in der entsprechenden Verkleinerung übertragen.
- Maschinenständer

Der Maschinenständer trägt Arbeits- und Schablonentisch sowie alle anderen Maschinenelemente.
- E-Motor

## Anwendung
- Gravieren von Schriftzügen in Metall, meist Einzelserien
- Gravieren am Umfang von Ringen, zylindrischen Körpern oder Skaleneinteilungen